# Hillsphere
Hillsphere is een Nederlandse progrockband die in 2012 werd opgericht in Amsterdam. De band combineert hoofdzakelijk elementen uit de genres postrock, metal en ambient.

## Biografie
Hillsphere werd in maart 2012 opgericht in Amsterdam als instrumentaal muziekproject van gitarist/toetsenist Elias Mayer, die hoofdzakelijk de muziek componeert. Aanvankelijk ontwikkelde het project zich tot een formatie aangevuld met gitarist Eren Özilhan, bassist Tom van Hogen en drummer Jorn van der Wal (ook bekend van Nuclear Devastation).
In 2014 debuteerde de band met de single Clairvoyance, die goed aansloeg bij de Nederlandse progrockscene. Dienvolgens verscheen Hillsphere dat jaar met Disquiet, For I Am King en Cilice op Amsterdam Metalfest. In 2015 trad de band onder andere op als supportact van Pain of Salvation en met Aborted in de Melkweg. De bezetting van de groep werd aangevuld met vocalist Tim Beimer, die – na een gastoptreden bij Hillsphere – door Mayer was gevraagd om leadzanger van de band te worden. Het jaar daarna verlieten Özilhan, Van Hogen en Van der Wal de band.
De bezetting van Hillsphere werd in 2016 opnieuw vervolledigd. Wouter Macare (bekend van onder andere Inferum en Shireen) werd de nieuwe drummer van de band. Als nieuwe gitarist en bassist werden respectievelijk Robin Waij en Kevin van der Reijnst aangenomen. Als comebackshow in de nieuwe bezetting was de band dat jaar te zien in Baroeg met de bands Soen en Vanden Plas. Pas in 2017 verscheen een tweede single, genaamd Our Physical Way Of Speaking. Daaropvolgend kondigde de band aan dat zij een conceptalbum – genaamd Florescence – zouden uitbrengen. De release van dit studioalbum vond plaats op 28 mei 2018 en ontving veel positieve aandacht bij het publiek. Op 8 juni vond de eerste live-uitvoering van het (gehele) album plaats op het hoofdpodium van de Sugarfactory in Amsterdam. In 2019 verlieten Macare en Waij de band. Rondom de coronacrisis bleef Hillsphere veelal buiten de publiciteit. Wel bracht de groep in 2022 de single Time Spent To Waste uit.

## Bezetting

### Huidige bandleden
- Tim Beimer – vocalen
- Elias Mayer – leadgitaar, slaggitaar en keyboards
- Kevin van der Reijnst – basgitaar

### Voormalige bandleden
- Robin Waij – gitaar
- Eren Özilhan – gitaar
- Tom van Hogen – basgitaar
- Wouter Macare – drumstel
- Jorn van der Wal – drumstel

## Discografie

### Albums
- Florescence (2018)

### Singles
- Clairvoyance (2014)
- Our Physical Way Of Speaking (2017)
- Time Spent To Waste (2022)